# Omar Aktouf
Omar Aktouf (1944-Montreal, 2 de abril de 2025), fue un intelectual francoargelino, profesor de HEC Montréal. Estudió el pregrado en Psicología, la maestría de Psicología Industrial en Argelia y un máster y posterior doctorado en Administración en HEC Montréal.

## Carrera
Antes de su llegada a Canadá, Omar Aktouf ocupó varios puestos directivos en empresas argelinas. Tras su llegada a Canadá, y paralelamente a sus actividades de investigación, Omar Aktouf fue consultor de varias grandes empresas canadienses, entre ellas Cascades y la Fédération des Caisses Desjardins, así como de varias grandes empresas de otros países (Francia, Argelia, Túnez, Marruecos, etc.). Enseñó en varias universidades de Quebec, así como en HEC Montréal, donde desarrolló la mayor parte de su carrera docente desde principios de los años ochenta.
Omar Aktouf también es conocido por sus compromisos políticos. Se postuló varias veces por la Union des forces progressistes (UFP), el Nouveau Parti démocratique con una votación de aproximada del 14% en Outremont (bastión histórico de los liberales). También fue una de las figuras políticas que lanzaron el Manifiesto por un Quebec solidario.

## Publicaciones
Aktouf escribió libros y numerosos artículos científicos y de divulgación sobre Administración. Entre sus libros más importantes en español destacan:
- Administración y Pedagogía, EAFIT, 1998
- La metodología de las ciencias sociales y el enfoque cualitativo en las organizaciones, Universidad del Valle, 2001
- La estrategia del avestruz racional: post-globalización, economía y organizaciones, Universidad del Valle, 2001
- La administración: entre tradición y renovación, Universidad Libre de Cali, 2009.
- Basta de Derroche. Acabar con la economía – management a la americana, Universidad Nacional de Colombia, 2017

Algunos artículos científicos (en inglés y francés)
- Aktouf, Omar, Chenoufi, Miloud et Holford, W. David. 2005. The False Expectations of Michael Porter’s Strategic Management Framework. Problems & Perspectives in Management, 4, 181-200.
- Aktouf, Omar. 2003. Faut-il brûler Michael Porter? Revue française de gestion, 146, no. 2003/5. 219-222.
- Aktouf, Omar. 1999a. Management et reconnaissance. Revue Éthique publique, 1 (2). 7-24.
- Aktouf, Omar. 1999b. Management, survivance, reconnaissance et réalités économiques. Revue Gestion et Entreprise. publication trimestrielle de l’INPED, Boumerdès 6. 37-53.
- Aktouf, Omar. 1992. Management and theories of organizations in the 1990s: toward a critical radical humanism? Academy of Management Review: 407-431.
- Aktouf, Omar, Renée Bédard et Alain Chanlat. 1992. Management, éthique catholique et esprit du capitalisme: l'exemple québécois. Sociologie du travail, 34 (1). 83-99.[3]
- Aktouf, Omar 1991. Adhésion et pouvoir partagé: le cas Cascades. Annales des mines Gérer et comprendre. 23. 44-57.
- Aktouf, Omar. 1990. Leadership interpellable et gestion mobilisatrice. Gestion, revue internationale de gestion. 15 (4). 37-44.
- Aktouf, Omar. 1989. Corporate Culture, the Catholic Ethic, and the Spirit of Capitalism: A Quebec Experience. Organizational Symbolism. 43–80.
- Aktouf, Omar et M. Chrétien. 1987. Le cas Cascades; Comment se crée une culture organisationnelle. Revue française de gestion. 65-66.
- Aktouf, Omar. 1988. La communauté de vision au sein de l'entreprise: exemples et contre-exemple. La Culture des organisations, Québec : IQRC, Questions de culture 14. 71-98.
- Aktouf, Omar. 1986a. La parole dans la vie de l’entreprise: faits et méfaits. Gestion, Revue internationale de gestion. 11. 31-37.
- Aktouf, Omar. 1986b. Une vision interne des rapports de travail. Le travail humain. 49 (3). 237-248.
- Aktouf, Omar. 1986c. A participant observation approach to the problem of conceptualizing behaviour in the workplace. Journal of Standing Conference on Organizational Symbolism. 3. 136-153.
- Aktouf, Omar. 1985. The Internal business image: conflictual representation systems? Journal of Organizational Symbolism. 1. 104-118.
- Aktouf, Omar. 1984a. La méthode des cas et l'enseignement du management, pédagogie ou conditionnement? Revue internationale de Gestion 9 (4). 37-42.
- Aktouf, Omar. 1984b. Le management et son enseignement: entre doctrine et science. Revue Internationale de Gestion. 9 (2). 44-49.

## Distinciones
- 1987 - Premio de Investigación, por HEC Montréal.
- 1993 - Premio al mejor pedagógo, por la Asociación de estudiantes HEC
- 2000 - Premio a los mejores 10 artículos en Desarrollo Organizacional y Administración, por la revista alemana Organisationwentklung.
- 2003 - Premio de mejor libro francófono en economía y gestión por el libro La estrategia del avestruz, por Eco société.
- 2005 - Premio al mejor artículo en Administración, por Administrative Sciences Canadian Association